# Soulvache
Soulvache is een gemeente in het Franse departement Loire-Atlantique (regio Pays de la Loire). De plaats maakt deel uit van het arrondissement Châteaubriant-Ancenis. Soulvache telde op 1 januari 2022 339 inwoners.

## Geografie
De oppervlakte van Soulvache bedroeg op 1 januari 2022 11,27 vierkante kilometer; de bevolkingsdichtheid was toen 30,1 inwoners per km².

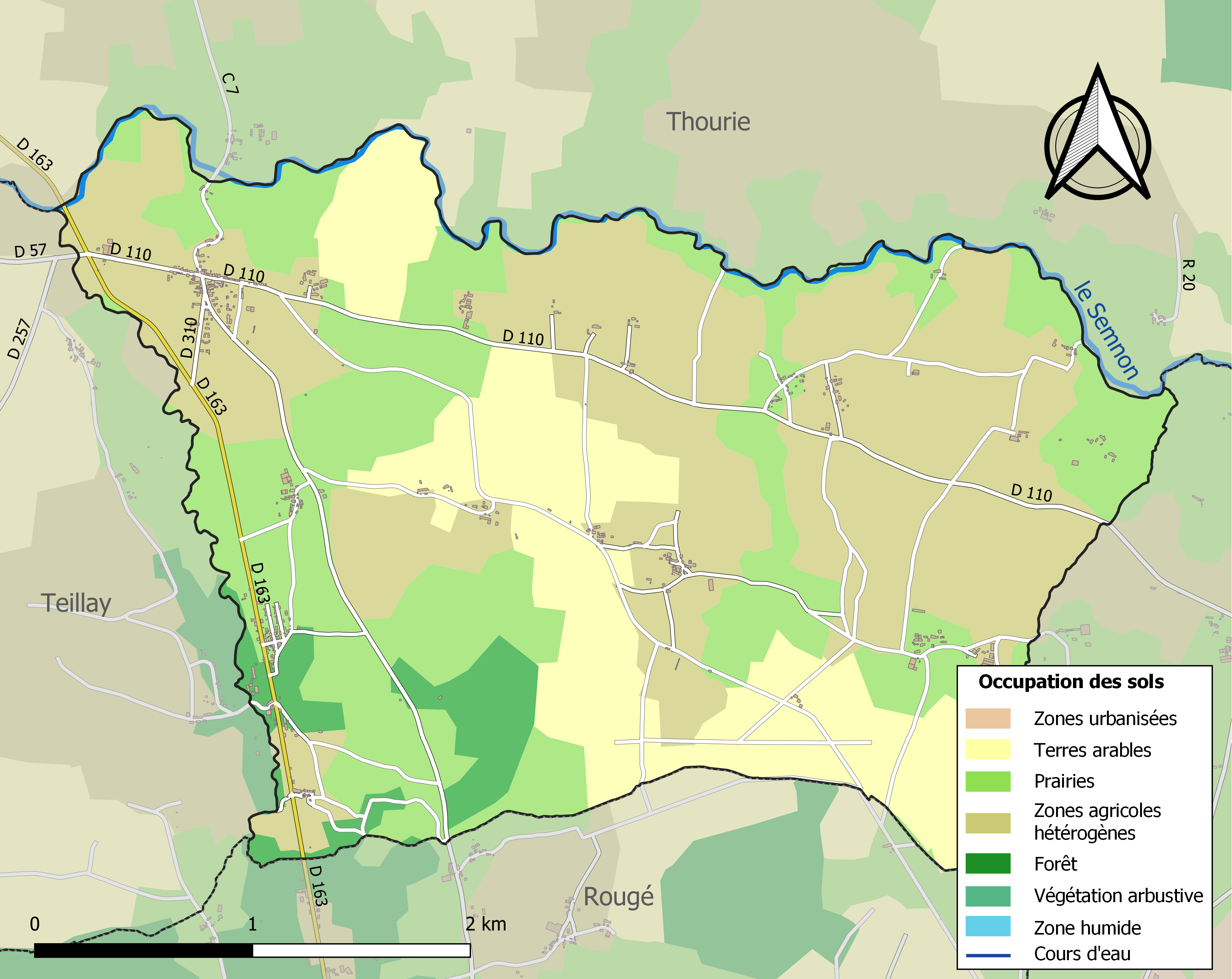
Kaart van de gemeente met de belangrijkste infrastructuur, bodemgebruik en omliggende gemeenten

## Demografie
Onderstaande figuur toont het verloop van het inwonertal (bron: INSEE-tellingen).